# Patientenquittung
Eine Patientenquittung dokumentiert in Deutschland die bei einer ärztlichen oder psychotherapeutischen Behandlung erbrachten Leistungen. Ärzte, Psychotherapeuten und Krankenhäuser müssen ihre Patienten auf deren Wunsch in einer Patientenquittung über alle zu Lasten der Krankenkasse erbrachten Leistungen und deren vorläufige Kosten unterrichten (§ 305 des Fünften Buches Sozialgesetzbuch [SGB V]).
Grundlage ist das GKV-Modernisierungsgesetz zur deutschen Gesetzlichen Krankenversicherung.
Die Krankenkassen sind verpflichtet, mindestens 18 Monate rückwirkend Einsicht in die abgerechneten Leistungen zu ermöglichen (§ 305 SGB V). Den Versicherten wird auf Antrag eine sogenannte Versichertenauskunft erteilt. Einige Krankenkassen bieten die Einsichtnahme Online an.
Wahlweise kann sich der Patient vom behandelnden Arzt oder Psychotherapeuten entweder direkt nach dem Besuch eine so genannte Tagesquittung ausstellen lassen, oder er bekommt mit der Quartalsquittung alle Leistungen und Kosten in dem jeweiligen Quartal auf einen Blick. Wer sich für eine Quartalsquittung entscheidet, bezahlt dafür laut § 305 Absatz 2 SGB V eine Aufwandsentschädigung in Höhe von einem Euro zuzüglich Versandkosten.
Die Leistungsaufstellung erfolgt auf der Grundlage des jeweils geltenden Einheitlichen Bewertungsmaßstabes (EBM). Damit können auf Grund der Budgetierung ärztlicher Leistungen im vom Gesetzgeber verlangten Zeitraum von vier Wochen in Kliniken oder gar sofort nach der Behandlung beim Vertragsarzt oder Vertragspsychotherapeuten in aller Regel keine Quittungen ausgestellt werden, die zutreffende Euro-Beträge enthalten. Diese erfährt der Kassenarzt oder Kassenpsychotherapeut erst Monate nach der Behandlung. Er kann daher nur eine Schätzung darüber abgeben, was er aufgrund bisheriger Erfahrungen an Zahlungen für eine erbrachte Leistung erwarten kann.